# Maurice Maeterlinck
Maurice Maeterlinck (s polnim imenom grof Maurice Polydore Marie Bernard Maeterlinck), belgijski pisatelj (iz Flandrije), dramatik in pesnik, * 29. avgust 1862, Gent, † 6. maj 1949, Nica.
Pisal je v francoščini in je večinoma objavljal v Franciji, kar ga uvršča med francoske avtorje.  Je dobitnik Nobelove nagrade za literaturo leta 1911. Osrednje teme njegovega pisanja so: pomen življenja in smrt.
Izhajal je iz premožne francosko govoreče družine iz mesta Gent v flamskem delu Belgije. Pisal je že kot dijak in študent, vendar je večina teh zgodnjih del neobjavljena, avtor pa je rokopise sam pozeje uničil.
Po končanem študiju prava je preživel nekaj mesecev v Parizu, kjer se je srečal z nekaterimi člani novega simbolističnega gibanja v umetnosti. Med tedanjimi znanci je na Maeterlincka vplival zlasti Villiers de l'Isle Adam.
Leta 1889 je Maeterlinck nanadoma zaslovel s svojim prvim objavljenim dramskim delom La princesse Maleine (Kneginja Maleine). Za Maeterlinckov zgodnji uspeh so bile pomembne navdušujoče kritike Miraboja v časniku Le Figaro. V naslednjih letih je napisal vrsto simbolističnih iger, za katere sta značilna fatalizem in misticizem.  Najodmevnejša dela tega obdobja so: L'Intruse (Vsiljivka, 1890), Les Aveugles (Slepci, 1890) and Pelléas et Mélisande (Pelej in Melisanda) (1892; slednja je bila večkrat uglasbena.
Največji sloves v svojem času je dosegel s pravljično igro Modra ptica (L'Oiseau Bleu) 1909). Po njej je bilo posnetih več filmov. 
Leta 1926 je objavil knjigo Življenje termitov (La Vie des Termites), zaradi katere go obdolžujejo plagiata po delu južnoaftiškega znanstvenika in pisatelja Eugena Maraija (1871 - 1936) »The Soul of the White Ant« (Duša temitov).
Maeterlincku je naslov grofa podelil belgijski kralj Albert I leta 1932.
Pred nacizmom se je Maeterlinck umaknil v ZDA leta 1940. Za »New York Times« je izjavil: »Vem, da bi me nacisti takoj ustrelili, ker so me vedno šteli med sovražnike Nemčije zaradi moje igre Le Bourgmestre de Stillemonde (Župan Stillemonda), v kateri sem opisal razmere v Belgiji med nemško okupacijo leta 1918.«
Po vojni se je vrnil v Francijo, v Nico in do konca življenja živel v gradu Orlamonde, ki si ga je kupil leta 1930.

## Dela
- Monna Vanna

### Prevodi
- Slepci, (Zbirka: Nobelovci, 67). Prevod: Janko Moder. Cankarjeva založba, Ljubljana 1981. 462 str., COBISS.SI-ID 7894017
- Življenje termitov, Prevod: Borko, Božidar Slovenski knjižni zavod, 1952, 155 str. : ilustr., (Mala knjižnica ; 60

COBISS.SI-ID 230705
- Modra ptica
- Slepci
- Življenje čebel
- Ljudje so ubili deklice tri
- Zvon za potapljanje